# Ревиндикация в Польше

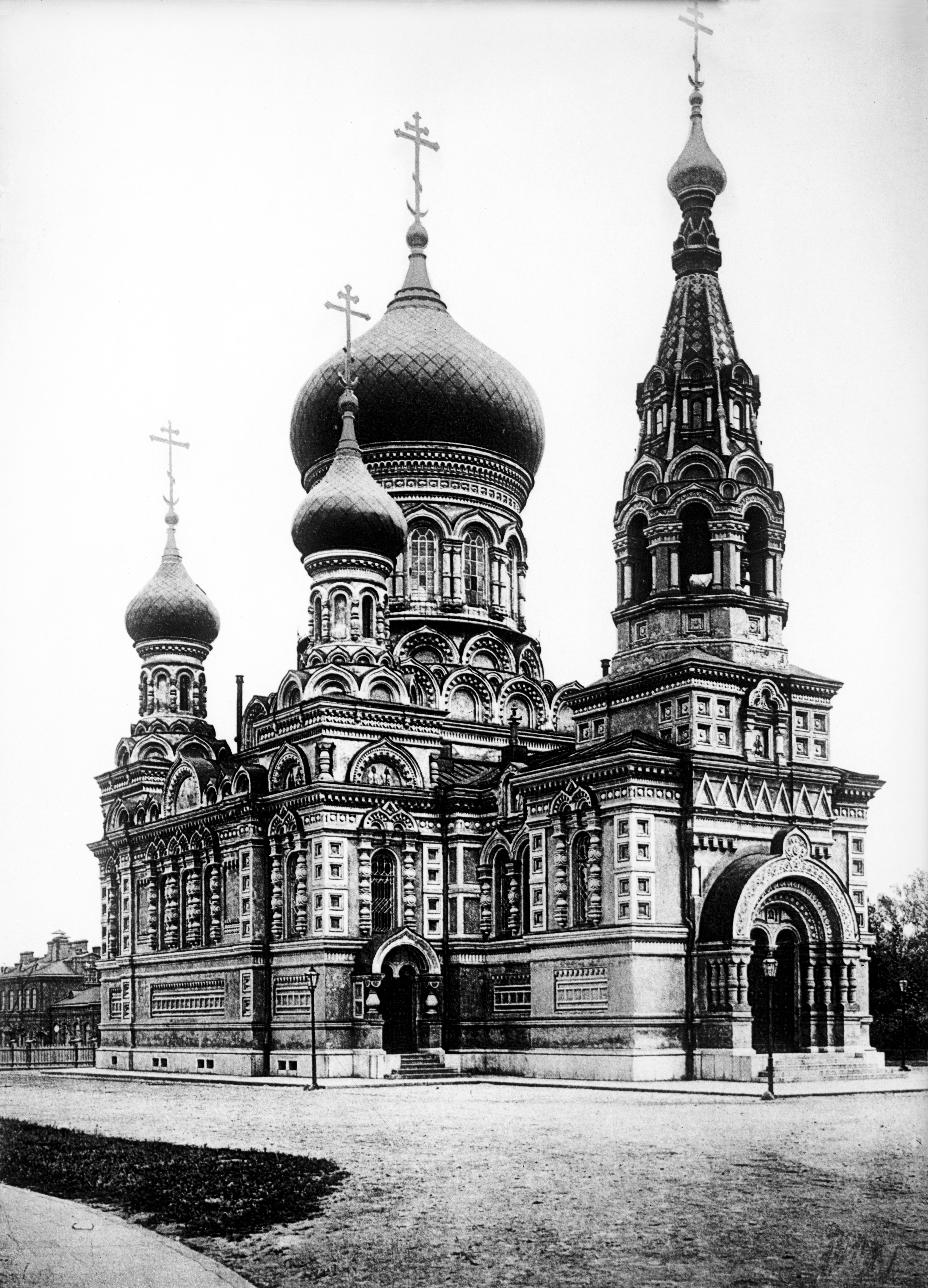
Церковь Михаила Архангела в Варшаве. Была разрушена в ходе ревиндикации.

Ревиндикация в Польше (1918—1939) — процесс уничтожения или передачи части имущества Польской православной церкви в собственность Римско-католической церкви или местных властей.
С середины 1920-х годов ревиндикация проходила в условиях внутреннего кризиса Православной церкви в Польше и мероприятий Святого Престола по распространению на восточных землях Польши католицизма, в том числе посредством католицизма восточного обряда и неоунии.
Официальным основанием передачи в большинстве случаев было то, что ранее (до Третьего раздела Польши в 1795 году) это имущество находилось в собственности римско-католической церкви или греко-католических церковных общин или использовалось ими.
В разных частях Польши и в разные временные периоды ревиндикация проходила по-разному. Ход и масштабы ревинидикации зависели от региональных властей.
Процесс прекратился после немецкой оккупации Польши в 1939 году.

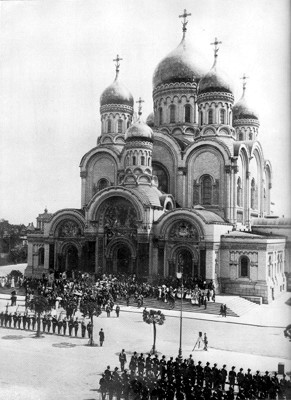
Александро-Невский собор в Варшаве воспринимался поляками как символ русского господства. Снесён в 1924—1926 годах.

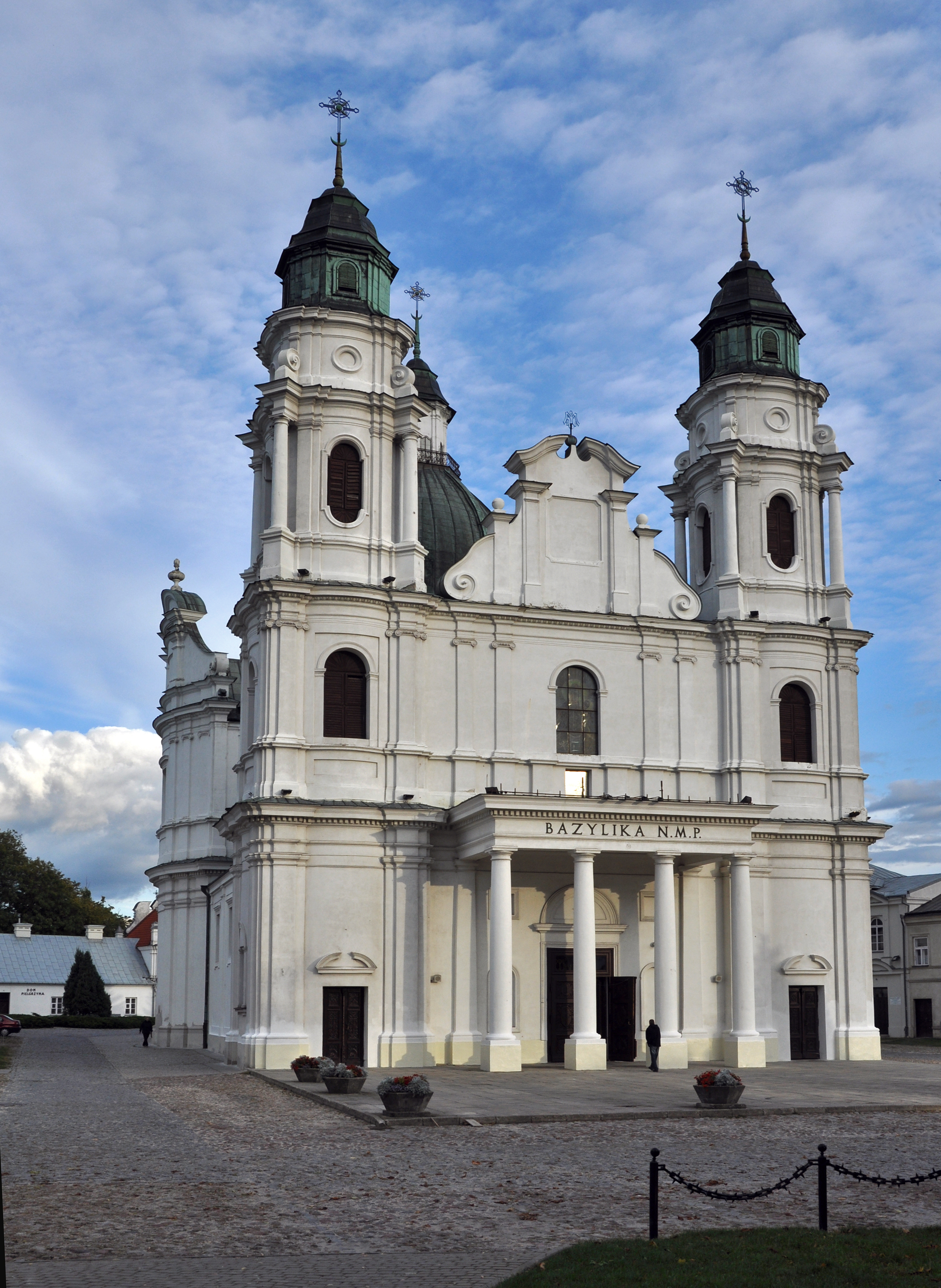
Базилика Рождества Пресвятой Девы Марии (Хелм) была построена как греко-католический храм в восемнадцатом веке, служила православным собором в девятнадцатом веке и была передана католикам в рамках первой волны ревиндикации.

## 1918—1920-е годы
В период Первой мировой войны территория будущих восточных областей Польши была ареной ожесточённых сражений. Множество православных храмов было повреждено, некоторые уничтожены, население приходов и православное духовенство было эвакуировано дальше на восток. С распадом Российской империи в конце 1917 года и началом гражданской войны в России культовые сооружения подвергались ограблениям участниками различных вооружённых формирований.
С началом восстановления польской государственности в 1918 году многие из пустовавших храмов были закрыты и переданы в управление различных польских светских структур. Одновременно с этим много культовых сооружений, принадлежавших до XIX века католическим общинам или использовавшихся ими, передавались в их собственность. Такая передача культовых сооружений польское правительство именовало «ревиндикацией», то есть возвращением их первому владельцу.
Согласно официальным статистическим данным Польского правительства, в 1919—1920 годах было «ревиндицировано» около 400 церквей — как в центральных, так и в восточных районах Польши того периода. Переданные церкви перестраивались, имелись также случаи разбора строений на строительные материалы.

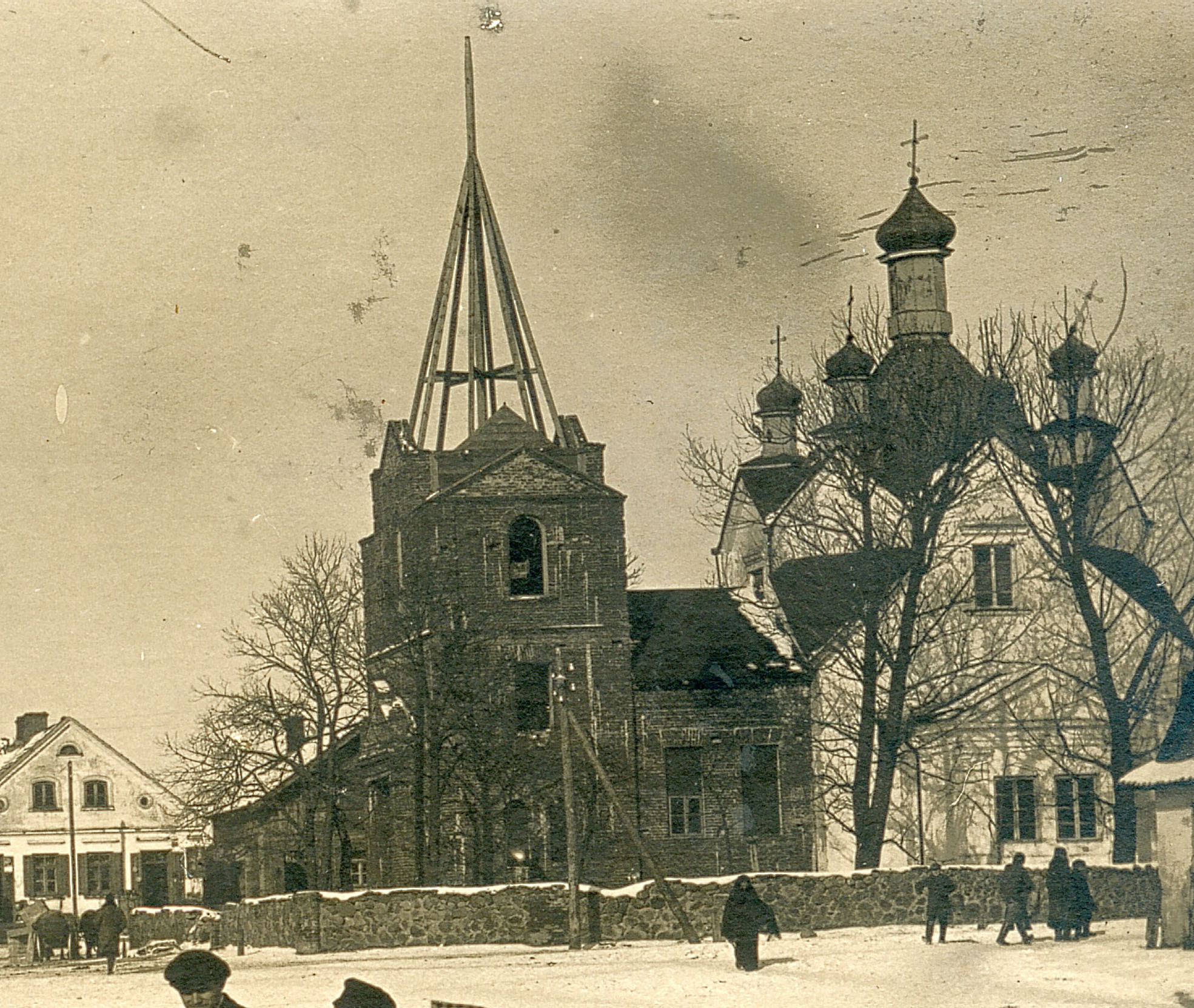
Православная церковь (Брянск).

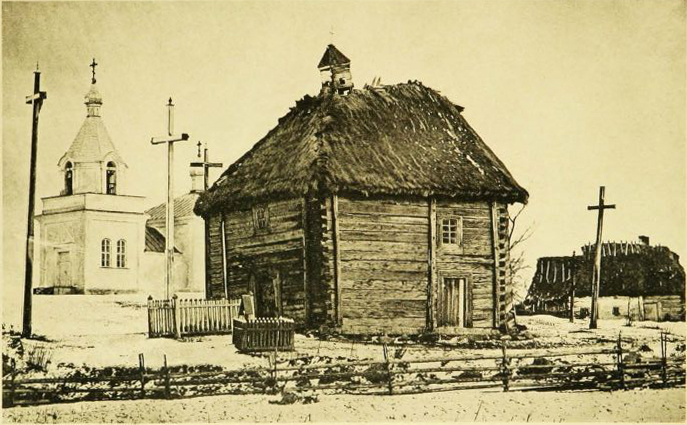
Православная церковь (Сураж)

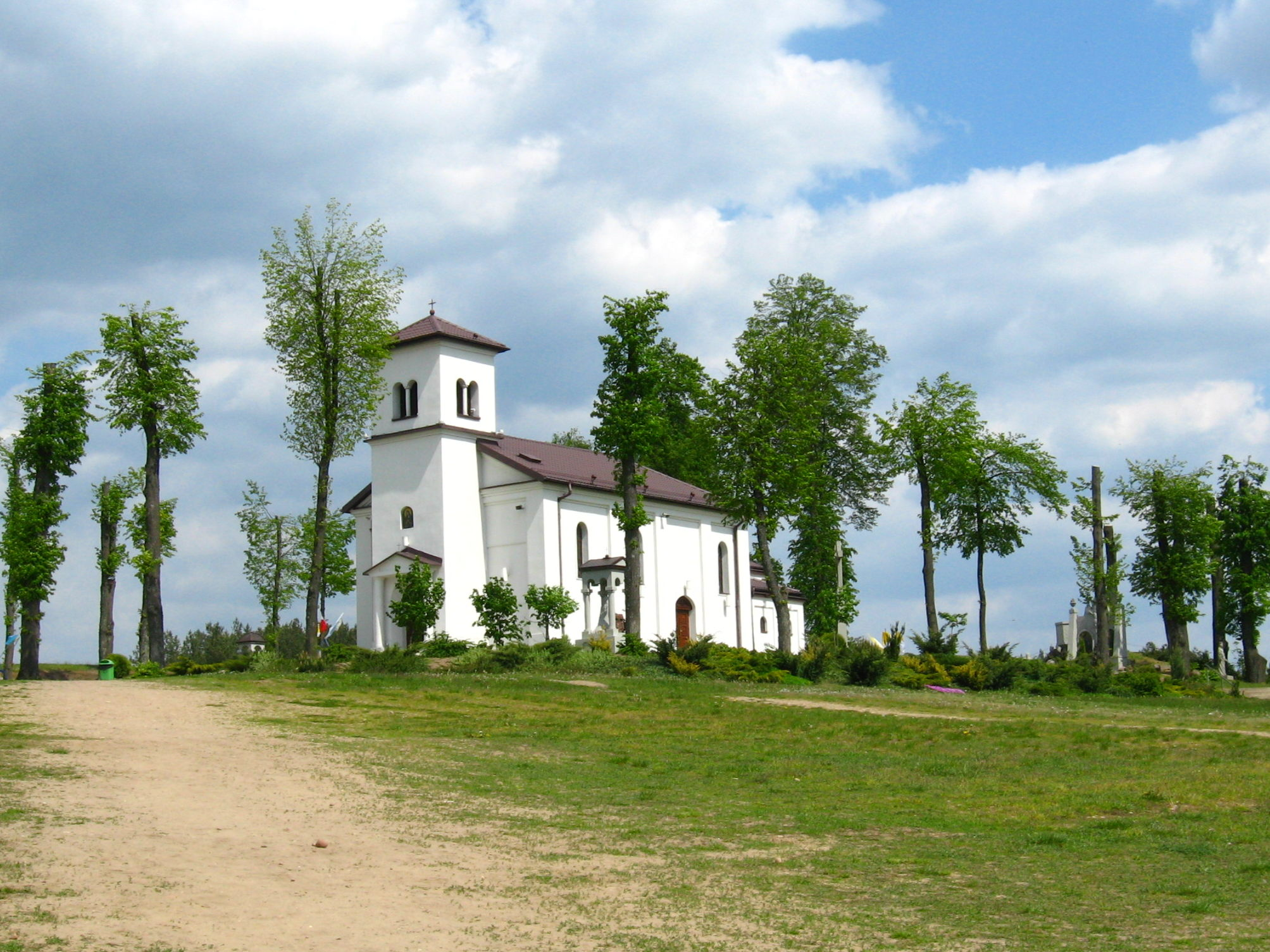
Православная церковь (Василькув)

## События 1929 года
В 1925 году Православная церковь Польши получила статус автокефальной, что не было однозначно одобрено и воспринято как паствой, так и духовенством. Это вылилось в ряд конфликтов разного уровня. В 1929 году окончился срок давности ранее установленных русских имущественных правовых норм, введенных в Польше еще царским правительством. Опираясь на подписанный в 1927 г. польским правительством и Римским папой конкордат, признавший в Польше католичество господствующим вероисповеданием, римско-католический епископат подал в Окружные Суды Польского государства 724 иска против православных консисторий, требуя ревиндикации, то есть возвращения Католической Церкви почти 700 православных храмов, приходских строений, церковных земель.
Иски были предъявлены, с ведома католических митрополитов Виленского и Львовского епископами Пинским и Луцким в окружных судах в городах Вильно, Бресте, Белостоке, Гродно, Пинске, Новогрудке, Луцке и Ровно к Виленской, Волынской, Гродненской и Полесской духовным православным консисториям, — фактически ко всем епархиальным властям Православной церкви в Польше, за исключением консистории Варшавско-Холмской.
К концу августа 1929 года стало известно, что к волынской Православной духовной консистории было предъявлено 144 иска — кроме прочего планировалась передача всех православных монастырей; к Виленской — 71; к Гродненской — имевшей 174 православных прихода— 159; к Полесской — имевшей 320 православных приходов — 248.
Под угрозой передачи, в том числе оказались кафедральные соборы в Кременце, Луцке, Пинске, монастыри (Виленский, Дерманский, Жировицкий, Зимненский, Корецкий, Кременецкий, Мелецкий) и даже главная православная святыня в Польше — Почаевская Свято-Успенская Лавра.
В польском Сейме в конце 1929 года была образована специальная «Парламентская комиссия для защиты Православной Церкви», в состав которой вошли отдельные депутаты и сенаторы. Эта комиссия собрала материалы, относящиеся к вопросу о ревиндикации, разработала их и приготовила специальные карты, иллюстрирующие фактическое состояние вещей на тех территориях, в которых расположены храмы, о которых предъявлены иски.
В Рождественском послании 1929 года митрополит Дионисий писал: «Нашу Святую Православную Церковь в Польше посетил Господь в истекшем в году бедствием, равным избиению Вифлеемских младенцев, ибо клир Римский хочет отнять от нас половину святых храмов наших и тем лишить более 2 миллионов верующих младенцев наших духовного окормления и церковной жизни».
Перед лицом грядущей опасности все православное население Польши объединилось и собрало силы для сохранение своих святынь.
Благодаря хорошо поставленной защите и привлечению к работам организованной при Святом Синоде Особой Комиссии ведущих юристов, дела о ревиндикации были доведены до Верховного Суда в Варшаве.
Юрисконсультом при Святом Синоде присяжного поверенного бывшей Киевской судебной Палаты К. Н. Николаевым, на рассмотрение суда было представлено не отмененное распоряжение Генерального Комиссара Восточных Земель и фронта от 22 октября 1919 года о том, что изъятие святынь от православного духовенства и передача их римско-католическому духовенству могло иметь место в каждом отдельном случае только на основании распоряжения начальника округа.
Это распоряжение стало юридическим основанием, которое легло в определение Верховного суда Польши. Последний, в своем открытом заседании 15 ноября 1933 года, признал, что вышеуказанное распоряжение Генерального Комиссара Восточных Земель Польши и фронта исключает право римо-католического костела добиваться судебным порядком признания права собственности спорных объектов (православных святынь и имущества). Верховный Суд в Варшаве, рассмотрев вопрос о компетенции судов в ревиндикационных делах, признал эти дела не подлежащими ведению Судов.
Варшавский суд в 1933 году постановил 70 церквей передать римско-католической церкви, а судьбу других 708 отдавал на усмотрение местной администрации.
16 января 1934 года Верховный суд Речи Посполитой отклонил 69 кассационные жалобы Римско-католической церкви по Гродненской и Полесской епархиям и принял решение в пользу Православной церкви. В числе 69 рассматриваемых тем судом дел, были по Гродненской епархии — Гродненский женский монастырь, Коложская церковь с домом и землёй, Жировицкий монастырь с усадьбой и 43 гектарами земли, Слонимский собор и др. За период с 1919 по 1936 годы в Волынской епархии было передано 15 приходских церквей. В крупных городах были забраны по ревиндикации в Дубно 3 храма, в Кременце 4, в Ровно 3.

## Историография
В публицистике украинской диаспоры и отдельных исторических публикациях вышедших на Украине после 1991 года ревиндикация и пацификация подаются как причина массового уничтожения этнически польского населения ОУН(б) и её вооруженными структурами весной 1943 (т.н. Волынская резня).